# 牧原真由
牧原 真由（まきはら まゆ、1995年（平成7年）12月12日 - ）は、佐賀県唐津市出身のタレント。競艇番組司会者。身長155cm。福岡ソフトバンクホークスの公式チアリーディングチーム、ハニーズの2016年度メンバーの一人。オフィスノアール所属。

## 略歴
- 唐津市立西唐津小学校卒業[4]。唐津市立西唐津中学校卒業[4]。福岡大学附属若葉高等学校卒業[4]。福岡大学法学部卒業[5]。
- 2016年度からプロ野球球団福岡ソフトバンクホークスの公式チアリーディングチームのメンバーとして活躍した。
- 若松競艇場と住之江競艇場のピットリポートを務める。
- 2020年4月からは唐津競艇場の直前予想「ズバッと!!なべチャンネル」でMCの担当を始める。

## 人物
- 趣味・特技はボクシング[6]とタコ焼きの早焼き。家のご飯をニオイで完璧に当てることができる[2]。
- 競艇選手の渡邊伸太郎とは縁続きにあたる[7]。

## 主な出演・作品

### テレビ
- 九州ビジネスチャンネル（J:COM 福岡、不定期出演）

### テレビドラマ
- NHKスペシャルテレビドラマ『妻たちの新幹線』（2014年10月25日、NHK総合） - 女子高校生 役

### 舞台
- 劇団 九州DD『大きな虹のあとで～不動四兄弟～』（2014年5月3日 - 4日、ふくふくホール）- 緑役[8]

### Web番組
- レギュラー出演
  - ボートレースからつ裏実況
- ゲスト出演
  - ボートレースバラエティ “ブッちぎりィ!!”（2023年3月9日）